# Константин Симонов
Константин Симонов (Петроград, 28. новембар 1915 — Москва, 28. август 1979), један од најутицајнијих совјетских књижевника свих времена и херој социјалистичког рада. Био је заменик генералног секретара Уније совјетских писаца (1946—1959. и 1967—1979) и добитник Стаљинове награде за књижевност 6 пута (1942, 1943, 1946, 1947, 1949, 1950), Лењинове награде (1974).

## Биографија
Константин Симонов је рођен 28. новембра 1915. у Петрограду, у племићкој породици. Његова мајка је била припадница династије Рурјиковић, а отац официр у руској војсци. По избијању Октобарске револуције, Константинов отац је подржавао белогардејце, тако да је напустио новостворени СССР, након чега му се мајка удала за пуковника Црвене армије, који је уједно био предавач у војној школи. Школовање за инжењера Симонов је завршио 1935. године, након чега је почео да ради у фабрици и готово истовремено да пише своје прве поеме, које су 1936. године објављене у часописима Млада гарда и Октобор, што му је донело додатно школовање у Књижевном институту Максим Горки 1938, када је написао и своју прву дугу поему Црни Павел, којом слави изградњу канала Балтичко море—Бело море. Следећe године је послат у Монголију као ратни дописник током необјављеног јапанско-совјетског рата, а 1940. године је написао Историју једне љубави, која је исте године почела да се изводи у Лењинградском позоришту.
Након напада Немачке на Совјетски Савез 1941. године, Симонов је поновно постао ратни дописник,  брзо напредујући кроз комесарска звања тако да је достигао звање старијег батаљонског комесара које му је преведено у чин потпуковника. Прво славно ратно дело Константина Симонова била је поема Чекај ме, која је постала једна од најпопуларнијих поема свих времена на руском језику. Потом је настало и дело Руски људи, по коме је снимљен и филм 1943. године. Његово најважније дело из тог раздобља, ратни роман Дани и ноћи, говори о одбрани Стаљинграда. По завршетку рата, овај прослављени писац добио је чин пуковника, а био је постављен и на позицију заменика генералног секретара Уније совјетских писаца.
Заједно с Иљом Еренбургом он је 1946. године послат на турнеју по Сједињеним Државама, из које се вратио са новим америчким аутомобилом.
Без обзира на све књижевне успехе, Константин Симонов је остао трајно означен својим ратним искуством, током којег је суделовао у великом број важнијих битака, почевши од одбране Одесе 1941, преко одбране Стаљинграда 1942—43, па све до битке за Берлин 1945. године, па је свој рад ограничио пре свега на ратне романе и поеме. У складу с тим, он је након рата написао дела Другови по оружју (1952), Живи и мртви (1959), Четврти (1961), Војници се не рађају (1964) и Последње лето (1971). Девет година након пишчеве смрти, то јест 1988. године, објављени су и његови мемоари Кроз очи моје генерације, где као занимљивост пише како је од њега током рата Стаљин наручио дело и онда је пажљиво проучавао грађу, дајући савете како да буде написано.
Иако је као уредник листа Новиј мир издао причу Не само хлебом, Констанин Симонов је ипак остао књижевни конзервативац и заступник књижевне верзије социјалистичког реализма, па је због тога био поражен на другом конгресу уније совјетских књижевника од стране фракције коју су водили Иља Еренбург и Михаил Шолохов. У другој половини педесетих година двадесетог века Симонов је био уплетен и у контроверзу око дела Доктор Живаго, пошто је био оптужен да је он одговоран за његово необјављивање у Новом Миру, што није била истина, иако је он заиста јавно подржао ту одлуку.
Константин Симонов је умро 1979. године, у доба када је покушавао да, уз противљење војске, створи архив сећања војника који су се борили у Другом светском рату.

## Галерија
- Константин Симонов и Александар Лизиков 1942. године
- Константин Симонов 1967. године
- Константин Симонов у Берлину 1967. године